# Mark Eckman

Wappen von Mark Eckman als Bischof von Pittsburgh

Wappen von Mark Eckman als Weihbischof in Pittsburgh

Mark Anthony Eckman (* 9. Februar 1959 in Pittsburgh) ist ein US-amerikanischer römisch-katholischer Geistlicher und Bischof von Pittsburgh.

## Leben
Mark Eckman studierte Philosophie und Katholische Theologie am Saint Paul Seminary in Pittsburgh. 1981 erwarb er an der Duquesne University einen Bachelor und 1984 am Saint Vincent Seminary in Latrobe einen Master of Divinity. Eckman empfing am 11. Mai 1985 in der Kathedrale Saint Paul durch den Bischof von Pittsburgh, Anthony Joseph Bevilacqua, das Sakrament der Priesterweihe.
Eckman war zunächst als Pfarrvikar der Pfarreien Resurrection (1985–1990), Saint Sebastian (1990–1991), Saint Winifred (1992–1994) und Saint John Vianney (1994–1998) in Pittsburgh sowie der Pfarrei Saint Valentine in Bethel Park (1991–1992) tätig. Zudem war er von 1992 bis 1998 Kaplan der Seton-LaSalle Catholic High School und von 1996 bis 1998 der DePaul School for Hearing and Speech. 1998 wurde Mark Eckman Pfarrer der Pfarrei Saint Sylvester sowie 2005 zusätzlich Pfarradministrator und 2006 Pfarrer der Pfarrei Saint Norbert. Von 2009 bis 2013 war er Pfarrer der Pfarrei Saint Thomas More, bevor er Bischofsvikar für den Klerus wurde. Daneben wirkte Eckman von 2017 bis 2018 als Pfarradministrator der Pfarrei Epiphany sowie von 2020 bis 2021 der Pfarreien Saint John Capistran und Saint Thomas More. Ferner gehörte er von 2010 bis 2020 dem Priesterrat und dem Konsultorenkollegium des Bistums Pittsburgh an sowie von 2010 bis 2014 dem National Advisory Board der Bischofskonferenz der Vereinigten Staaten. Ab 2021 war Mark Eckman als Pfarrer der Pfarrei Resurrection in Pittsburgh tätig.
Am 5. November 2021 ernannte ihn Papst Franziskus zum Titularbischof von Sitifis und zum Weihbischof in Pittsburgh. Der Bischof von Pittsburgh, David Zubik, spendete ihm am 11. Januar 2022 in der Kathedrale Saint Paul in Pittsburgh die Bischofsweihe; Mitkonsekratoren waren der Bischof von Dallas, Edward James Burns, und der Bischof von Youngstown, David Bonnar. Eckman wählte den Wahlspruch To Serve in Faith and Charity („Dienen in Glaube und Liebe“).
Papst Leo XIV. bestellte ihn am 4. Juni 2025 zum Bischof von Pittsburgh. Die Amtseinführung erfolgte am 14. Juli desselben Jahres.